# مانیکا گلر
مانیکا ای گلر (به انگلیسی: Monica E. Geller) (زادهٔ ۱۵ ژوئن ۱۹۶۹/۱۹۷۰) یکی از شخصیت‌های خیالی اصلی مجموعه تلویزیونی سیتکام دوستان است که توسط کورتنی کاکس بازی شده است. مانیکا برای گروه دوستان به عنوان مادر شناخته می‌شد و آپارتمان او نقطه مرکز مجموعه و مکان تجمع دوستان بوده است. او همچنین با شخصیت وسواسی و روحیه رقابتی‌اش شناخته می‌شود.
او در تمامی ۲۳۶ قسمت این سریال، از زمان پخش آن در سال ۱۹۹۴ تا پایان آن در سال ۲۰۰۴ ظاهر می‌شود. مونیکا یک آشپز است. او همچنین با شخصیت وسواسی و روحیه رقابتی‌اش شناخته می‌شود. او خواهر کوچکتر راس گلر و بهترین دوست ریچل گرین است. ریچل را بعد از اینکه ریچل از عروسی خود منصرف می‌شود، به زندگی با او دعوت می‌کند. این دو شخصیت چندین سال را به عنوان هم اتاقی در یک مکان زندگی می‌کنند.

## نقش
یک سرآشپز سخت کوش و حرفه ای است. مونیکا که در شهر نیویورک زندگی می‌کنند، از جمله برادر بزرگترش راس (دیوید شویمر)، همسایگان، جویی (مت لبلانک) و چندلر (متیو پری) معرفی می‌شود. و هم اتاقی سابق او فیبی (لیسا کودرو). است هنگامی که دوست صمیمی و بی‌تجربه دوران کودکی‌اش ریچل (جنیفر انیستون) که مدت‌ها با او قطع رابطه کرده بود، ناگهان به‌عنوان یک عروس فراری پس از رها کردن عروسی‌اش به کافه کنار آپارتمانش می‌رسد، مونیکا به او اجازه می‌دهد تا به آپارتمانش نقل مکان کند دوستان به ریچل کمک می‌کنند که زندگی‌اش را از اول شروع کند و مستقل شود.
مانیکا در فصل دوم با دکتر ریچارد برک (تام سلک)، مرد مسن‌تری که یکی از بهترین دوستان پدرش و ۲۱ سال از او بزرگتر است، قرار می‌گذارد. با این حال، این زوج پس از فهمیدن اینکه ریچارد بچه نمی‌خواهد، متقابلاً موافقت می‌کنند که رابطه‌شان را پایان دهند، زیرا مانیکا می‌خواهد سرانجام روزی خانواده‌ای برای خودش تشکیل دهد.
در حالی که در انگلستان برای شرکت در دومین عروسی راس، با امیلی (هلن باکسندیل)، مانیکا با چندلر می‌خوابد.
مانیکا و چندلر که در ابتدا تصور می‌کردند که رابطه شان (با هم خوابیدن) یک چیز گاه به گاه و یک‌باره بوده که بیشتر تکرار می‌شد، در نهایت احساساتی نسبت به یکدیگر پیدا کردند، اما سعی کردند تا زمانی که ممکن است آن را از دوستان خود پنهان کنند. مانیکا و چندلر پس از افشای روابط خود برای دوستانشان که از این خبر خوشحال شده‌اند، با هم ازدواج می‌کنند.
پس از چندین تلاش ناموفق برای بچه دار شدن خودشان، مانیکا و چندلر متوجه می‌شوند که هر دو نابارور هستند، و در نهایت تصمیم می‌گیرند تا فرزندی را که هنوز به دنیا نیامده از یک مادر مجرد باردار به فرزندی قبول کنند.